# Hellcats of the Navy
Hellcats of the Navy é um filme de drama estadunidense de 1957, dirigido por Nathan Juran e estrelado por Ronald Reagan, Nancy Davis, e Arthur Franz. Este foi o único filme em que os Reagan atuaram juntos. A história é baseada no livro Hellcats of the Sea, de Charles A. Lockwood e Hans Christian Adamson.

## Elenco
- Ronald Reagan como com. Casey Abbott
- Nancy Reagan como enf. Helen Blair
- Arthur Franz como tte.-com. Don Landon
- Robert Arthur como Freddy Warren
- William Leslie como tte. Paul Prentice
- William 'Bill' Phillips como Carroll
- Harry Lauter como tte. Wes Barton
- Selmer Jackson como o alm. Chester W. Nimitz
- Michael Garth como tte. Charlie
- Joe Turkel como Chick
- Don Keefer como Jug